# Маи (египтянин)
Маи — древнеегипетский чиновник Амарнского периода. Он служил при фараоне Эхнатоне секретарём и носителем опахала в новой столице Ахетатоне.

## Биография
Маи сообщает, что своему возвышению он обязан фараону:
Я был бедным человеком со стороны отца и матери, но правитель создал меня, развил меня, он насытил меня своим духом (Ка) и назначил носителем опахала, Маи.
Маи носил множество титулов: «князь (rpat)», «царский секретарь», «личный спутник», «писарь фараона» и «Надзиратель за всеми работами фараона». Его военные звания включают «Надзиратель за солдатами Владыки двух земель» и «писец новобранцев». Также Маи был «Надзирателем дома Сехетеп-Атон». Этот титул также записан на остраконе, найденном в Амарне, и может относиться к царской особе или храму. Помимо прочего Маи был «Надзирателем дома Ваенра в Оне» и «Надзирателем коров храма Ра в Оне». Эти должности делали его ответственным за некоторые аспекты храмовой жизни в Гелиополе.
Возможно, Маи идентичен казначею Майа, служившему при Тутанхамоне, поскольку носил ряд тех же титулов.

## Гробница
Маи упокоился в гробнице EA14 Амарнского скального некрополя. Гробница была полна песка и впервые раскопана Урбеном Бурианом, а описана другим французским египтологом Жоржем Даресси. Норман де Гарис Дэвис подробно описал гробницу в книге «Rock Tombs of El Amarna, Part V — Smaller Tombs and Boundary Stelae» в 1908 году.
Лишь центральные колонны колонного зала у входа завершены. Помещение значительно повреждено как летучими мышами, так и возможным пожаром. У входа представлена сцена с изображением Эхнатона и Нефертити, совершающие подношения Атону. За царственной четой следуют их дочери и сестра царицы Мутбенрет. За нею следуют два карлика Пара и Ра-нехен. В других сценах Маи изображён молящемся. Дэвис упоминает, что имя Маи было вырезано, а изображение уничтожено.
На западной стене зала сохранилась неоконченная сцена, где Маи представлен у окна явлений дворца. Ниже изображена пашня и побережье реки, мужчины с вёслами и рыболовными сетями. По обеим сторонам сцены представлены две барки — фараона и его царицы. Над штурвалом лодки Эхнатона он изображён в короне-атеф. Нефертити изображена в короне с двумя перьями.